# Дюлгеров, Георги
Георги Димитров Дюлгеров (болг. Георги Димитров Дюлгеров; род. 30 сентября 1943, Бургас, Болгария) — болгарский кинорежиссёр, сценарист, продюсер, оператор и монтажёр.

## Биография
В 1970 году окончил режиссёрский факультет ВГИКа. Дипломную короткометражку «Бондарь» он переснял в Болгарии и назвал «Экзамен». Сценарист, продюсер, оператор и монтажёр многих своих картин.

## Фильмография

### Режиссёр
- 1969 — Бондарь / Бондарь (К/М)
- 1971 — Экзамен / Изпит
- 1973 — И грянул день / И дойде денят
- 1975 — Гардероб / Гардеробът (ТВ)
- 1977 — Авантаж / Авантаж
- 1978 — Подмена / Трампа
- 1981 — Мера за меру / Мера според мера
- 1985 — О Нешке Робевой и её девушках / За Нешка Робева и нейните момичета
- 1986 — О девушках и их Нешке Робевой / За момичетата и тяхната Нешка Робева
- 1988 — АкаТаМуС / АкаТаМус
- 1990 — Лагерь / Лагерът
- 1994 — Изгнание чумы / Прогонване на чумата (к/м)
- 1996 — БГ – Невероятный рассказ об одном современном болгарине (ТВ) / BG - Невероятни разкази за един съвременен българин
- 1996 — Чудо (ТВ) / Чудо
- 1996 — Оплаченное милосердие / Платено милосърдие
- 1997 — Чёрная ласточка / Черната лястовица
- 1999 — Песочные часы / Пясъчен часовник
- 2000 —  / Ad Libitum 1: Английски дует alla turca (к/м)
- 2000 —  / Ad Libitum 2: Речитатив на завистника (к/м)
- 2000 —  / Ad Libitum 3: Балада за двама приятели и гайда (к/м)
- 2000 —  / Ad libitum 4: Вариации на граф дьо Бурбулон (к/м)
- 2003 — Памятник / Паметник (к/м)
- 2004 — Красива ты, милая моя / Хубава си, мила моя
- 2005 — Леди Зи / Лейди Зи
- 2006 — Чемодан / Куфарат (к/м)
- 2009 — Козел / Козелът
- 2014 — Буферная зона / Буферна зона

## Награды
- 1978 — премия «Серебряный медведь» за лучшую режиссуру 28-го Берлинского международного кинофестиваля («Авантаж»)
- 1978 — номинация на премию «Золотой медведь» 28-го Берлинского международного кинофестиваля («Авантаж»)
- 1971 — премия Кинофестиваля в Локарно («Экзамен»)